# Liste des communes françaises de la Lozère changé de nom au cours de la Révolution
Pour un article plus général, voir Liste des communes françaises ayant changé de nom au cours de la Révolution.
Cet article présente la liste des communes françaises de la Lozère ayant changé de nom au cours de la Révolution. 

## Lozère
Les noms des communes qui ont conservé leur nom révolutionnaire sont surlignés en bleu ciel.
| Commune                                                                 | Nom révolutionnaire        | Notice Ehess-Cassini |
| ----------------------------------------------------------------------- | -------------------------- | -------------------- |
| Notre-Dame-de-Valfrancesque (devenue Moissac-Vallée-Française)          | Moissac                    | no 38716             |
| Saint-André-de-Lancize                                                  | Côte-de-Lancize            | no 30400             |
| Saint-Chély-d'Apcher                                                    | Roche-Libre                | no 30862             |
| Saint-Étienne-de-Valfrancesque (devenue Saint-Étienne-Vallée-Française) | Vallée-Libre               | no 31671             |
| Saint-Étienne-de-Valfrancesque (devenue Saint-Étienne-Vallée-Française) | Val-Libre                  | no 31671             |
| Saint-Frézal-de-Ventalon                                                | Paix-de-Ventalon           | no 31810             |
| Saint-Germain-de-Calberte                                               | Calberte                   | no 32046             |
| Saint-Germain-de-Calberte                                               | Côte-Libre                 | no 32046             |
| Saint-Hilaire-de-Lavit                                                  | La Combe                   | no 32258             |
| Saint-Martin-de-Boubaux                                                 | Galeizon                   | no 33293             |
| Saint-Martin-de-Campselade                                              | Bassurels                  | no 21446             |
| Saint-Maurice-de-Ventalon                                               | Montjoye-de-Ventalon       | no 33548             |
| Saint-Michel-de-Dèze                                                    | Rivière-de-Gardon          | no 33704             |
| Saint-Privat-de-Vallongue                                               | Bellegarde-de-Vallongue    | no 34314             |
| Saint-Privat-de-Vallongue                                               | Bellegarde-Raudon          | no 34314             |
| Saint-Symphorien                                                        | Grand-Air                  | no 34795             |
| Sainte-Croix (devenue Sainte-Croix-Vallée-Française)                    | Centre-de-Vallée-Française | no 31323             |
| Sainte-Enimie                                                           | Puy-Roc                    | no 31346             |